# نبرد (فیلم ۱۹۲۳)
«نبرد» (انگلیسی: The Battle (1923 film)) یک فیلم به کارگردانی سه‌سوئه هایاکاوا و Édouard-Émile Violet است که در سال ۱۹۲۳ منتشر شد.